# فرناندو رودريغيز (ملاكم)
فرناندو رودريغيز (بالإنجليزية: Fernando Rodríguez)‏ (15 مايو 1989 بدالاس في الولايات المتحدة - ) هو ملاكم أمريكي، صنّف ضمن فئة وزن الويلتر.

## إحصائيات
خاض خلال مسيرته 18 نزالا، فاز في 6 ولم يتعادل وخسر في 12. فاز بالضربة القاضية في 4 نزالات.

## روابط خارجية
- فرناندو رودريغيز على موقع بوكس ريك (الإنجليزية) (registration required)